# Sân bay Mai Huyện
Sân bay Mai Huyện nằm ở huyện Mai, Mai Châu, Quảng Đông, Trung Quốc (IATA: MXZ).

## Hãng hàng không và điểm đến
- China Southern Airlines (Quảng Châu, Hong Kong)